# Гондофар
Гондофар I — основатель и первый царь Индо-парфянского царства на территории современных Афганистана и Пакистана около 20 — 46 годов. Первоначально был, вероятно, родственником или вассалом династии Апраков, правящей в Апракапуре (Баджаур, Хайбер-Пахтунхва-Пакистан) и Систане (Иранский Белуджистан).

## Правление
Традиционно, Гондофару I приписывали более поздний срок правления; правления одного царя, называвшего себя Гондофаром было установлено в 20 г. н. э. надписью на скале, сделанную им в Тахти-Бахи в Мардане, западном Пакистане, в 46 н. э.. Он также был связан с «Деяниями Фомы» III века. Недавние исследования, однако, показали однозначно, что «Гондофар» был титулом многих царей; ни одна из древних надписей или источников не могут быть связаны конкретно с первым Гондофаром и нумизматические данные прочно доказывают, что Гондофар I правил раньше этих событий.
Гондофар I захватил Кабульскую долину и области Пенджаба и Синда у скифского царя Азеса. В реальности, ряд вассальных правителей, похоже, перешли под власть Гондофара I от индо-скифов. Его империя была огромной, но слабо организованной, поэтому она распалась вскоре после его смерти. Столицей государства был гандхарский город Таксила, расположенный в штате Пенджаб западнее нынешнего Исламабада. Герцфельд Эрнст утверждает, что его имя увековечено в названии афганского города Кандагар, который он основал под названием Гундофаррон.
Его имя также встречается в авестийском языке как Vindafarna «пусть он найдет славу». В древнеармянском, это 'Gastaphar'. «Gundaparnah» по-видимому, восточно-иранская форма имени. В пушту, восточно-иранском языке, господствовавшем в регионе, Gandapur является фамилией, а также племенное имя, обозначающее определённую родословную у пуштунов Пакистана.

## Хронология
На монетах Гондофара царские имена иранские, но остальные надписи на монетах — на греческом и кхароштхи.
Эрнст Херцфельд считал, что династия Гондофара представляла Дом Суренов.

## Библейский Маг «Гаспар»
Имя Гондафара перешло в армянский как «Гастафар», а затем в западные языки как «Гаспар». Он может быть «Гаспаром, царём Персии», который, согласно апокрифическим текстам и Восточной христианской традиции, был одним из трёх библейских волхвов, присутствовавших при рождении Христа. Через это взаимодействие и ассоциацию, мужское имя «Гаспар» было принято европейцами и западной традицией.

## Связь со Святым Фомой и Аполлонием Тианским

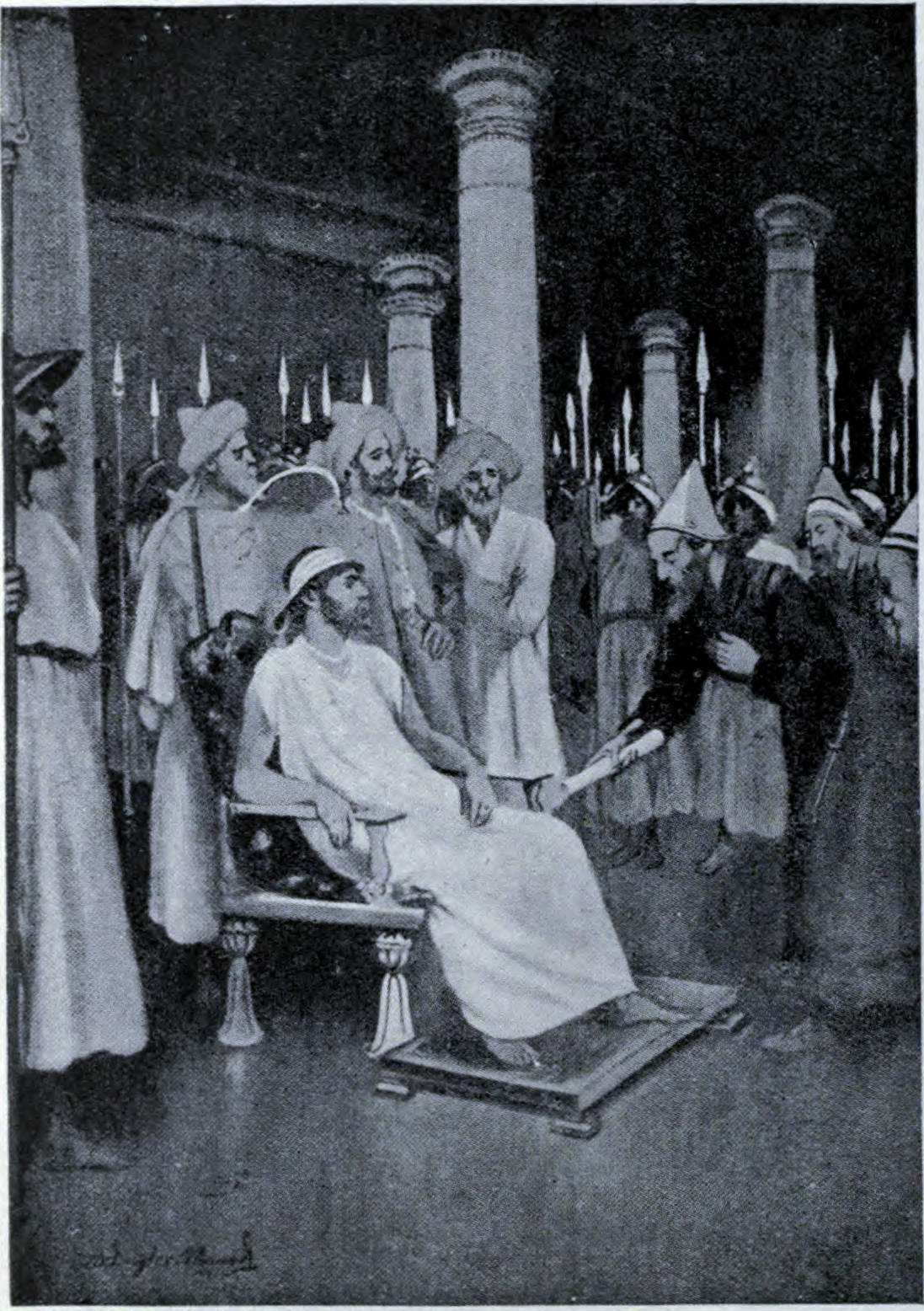
Гондофар получает письмо от Святого Фомы

В апокрифических Деяниях Фомы упоминается король Гуднафар. Этот царь многими учеными был связан с Гондофаром I, так как ещё не было установлено, что существовало несколько царей с таким именем. Ричард Н. Фрай, Заслуженный профессор иранистики в Гарвардском университете, отметил, что этот правитель был идентифицирован с царём по имени Каспар в христианской традиции визита Апостола св. Фомы в Индию. Недавние исследования Р. Ч. Старшего показывают, что царём, лучше всего подходящем на эту роль был Гондофар-Сасес, четвёртый царь, использовавший титул Гондофар.

А. Д. Х. Бивар, один из авторов Кембриджской истории Ирана, говорит, что даты правления Гондофара, увековеченные в надписи на Тахт-и Бахи (20-46 или позже н. э.) согласуются с датами апостольского путешествия Св. Фомы в Индию после распятия Христа, приведенными в Апокрифических деяниях Фомы. Б. Н. Пури с кафедры Древнеиндийской истории и археологии Университета г. Лакнау в Индии также идентифицировал Гондофара с правителем, обращённым в христианство Святым Апостолом Фомой. 
Святой Фома предстал перед королём Гундафаром (Гондофаром) в его столице, Таксиле. «Таксила» — греческая форма современного названия города на пали — «Таккасила» (от санскритского «Такша-сила»). Название города трансформировалось в последующих легендах о Святом Фоме, которые были объединены в «Historia Trium Regum» (История трёх царей) Иоанном из Хильдесхайма (1364—1375), в «Силла», «Эгрисилла», «Грискулла», и так далее, претерпев процесс изменения, аналогичный тому, который произошел с именем «Виндафарна» (Гондофар, Каспар). Historia Trium Regum Хильдесхайма говорит: «В третьей Индии — царство Тарзиса, которое в то время управлялось царём Каспаром, который воскурял фимиам нашему Господу. Знаменитый остров Эйрисулла [или Эгроцилла] находится в этой земле: именно здесь святой апостол святой Фома похоронен». «Эгрисилла» появляется на глобусе, сделанном в 1492 году в Нюрнберге Мартином Бехаймом, где он находится на самой южной части полуострова Hoch India («Высокая Индия»), на восточной стороне Sinus Magnus («Великий залив», Сиамский залив): там Эргисилла отождествляется с надписью, das lant wird genant egtisilla, («земля, называющаяся Эгрисилла»). В своём исследовании глобуса Бехайма, Эрнст-Георг Равенштейн отметил: «Эгтисилла, или Эйрискулла [или Эгрисилла: буквы „r“ и „t“ на глобусе похожи друг на друга], как говорится в „Трёх королях“ Иоанна из Хильдесхайма — остров, где похоронен Св. Фома».

## Типы монет

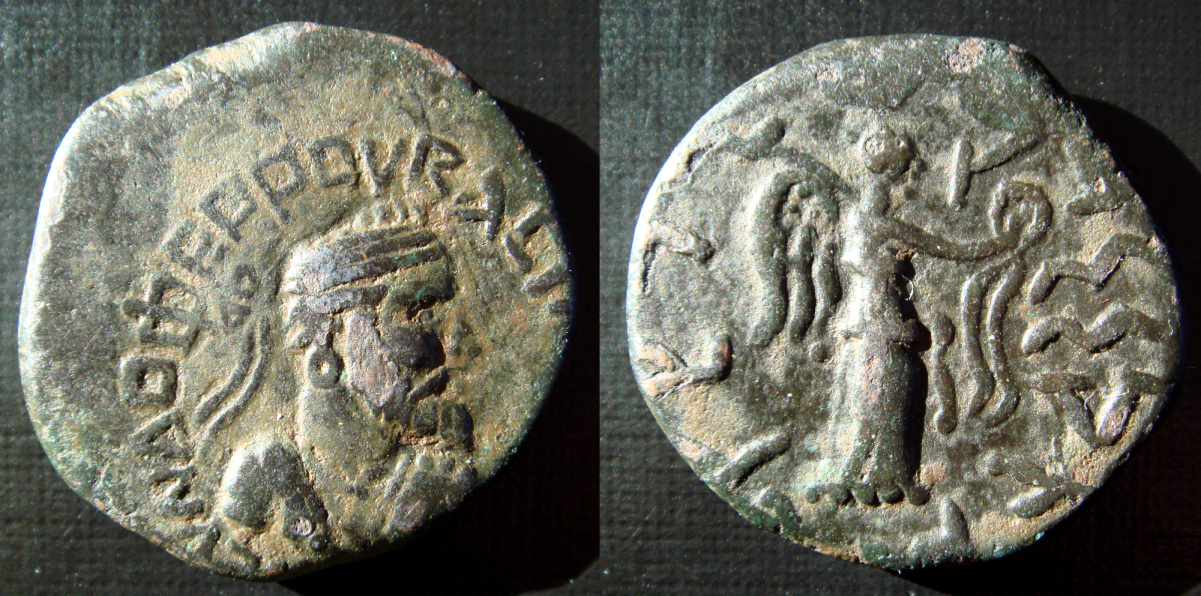
Монета Гондофаров
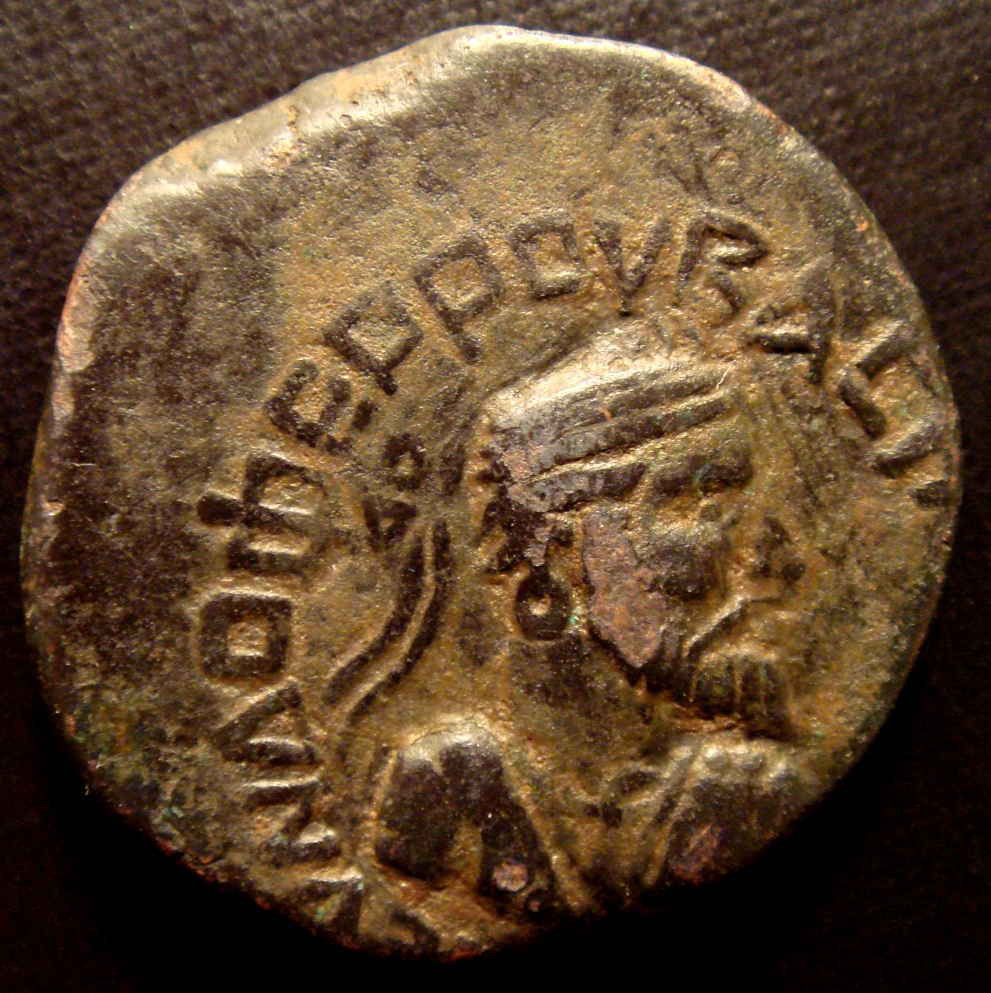
Монета Гондофаров
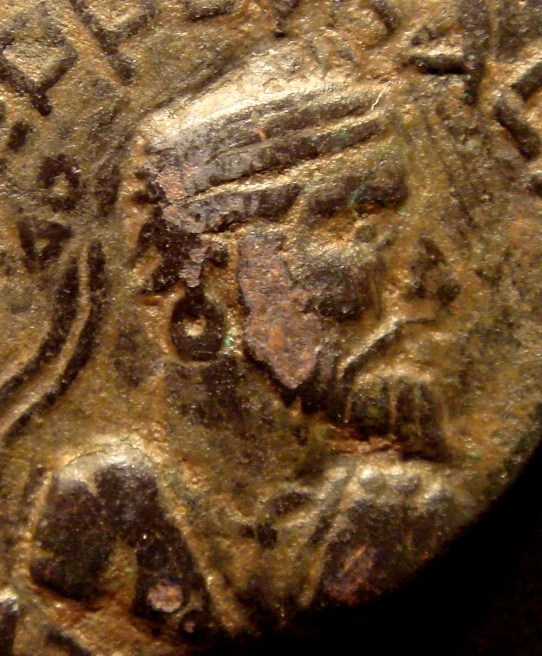
Деталь
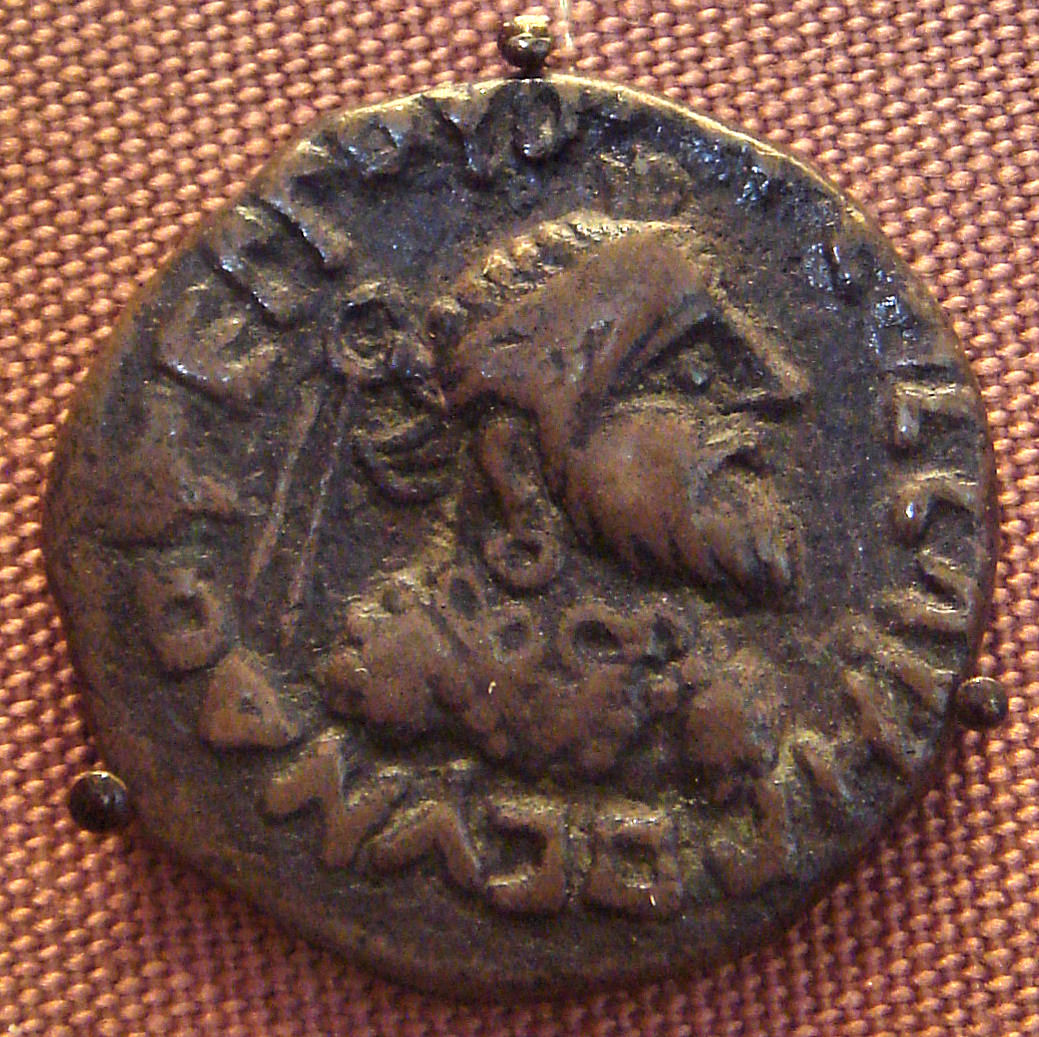
Монета Гондофаров (Британский музей)